# Майдан-Липненский
Майдан-Липненский (укр. Майдан-Липненський) — село в Колковской поселковой общине Луцкого района Волынской области Украины.
До 2020 года входило в Маневичский район.
Код КОАТУУ — 0723681902. Население по переписи 2001 года составляет 335 человек. Почтовый индекс — 44681. Телефонный код — 3376. Занимает площадь 0,48 км².